# Johnrandallia nigrirostris

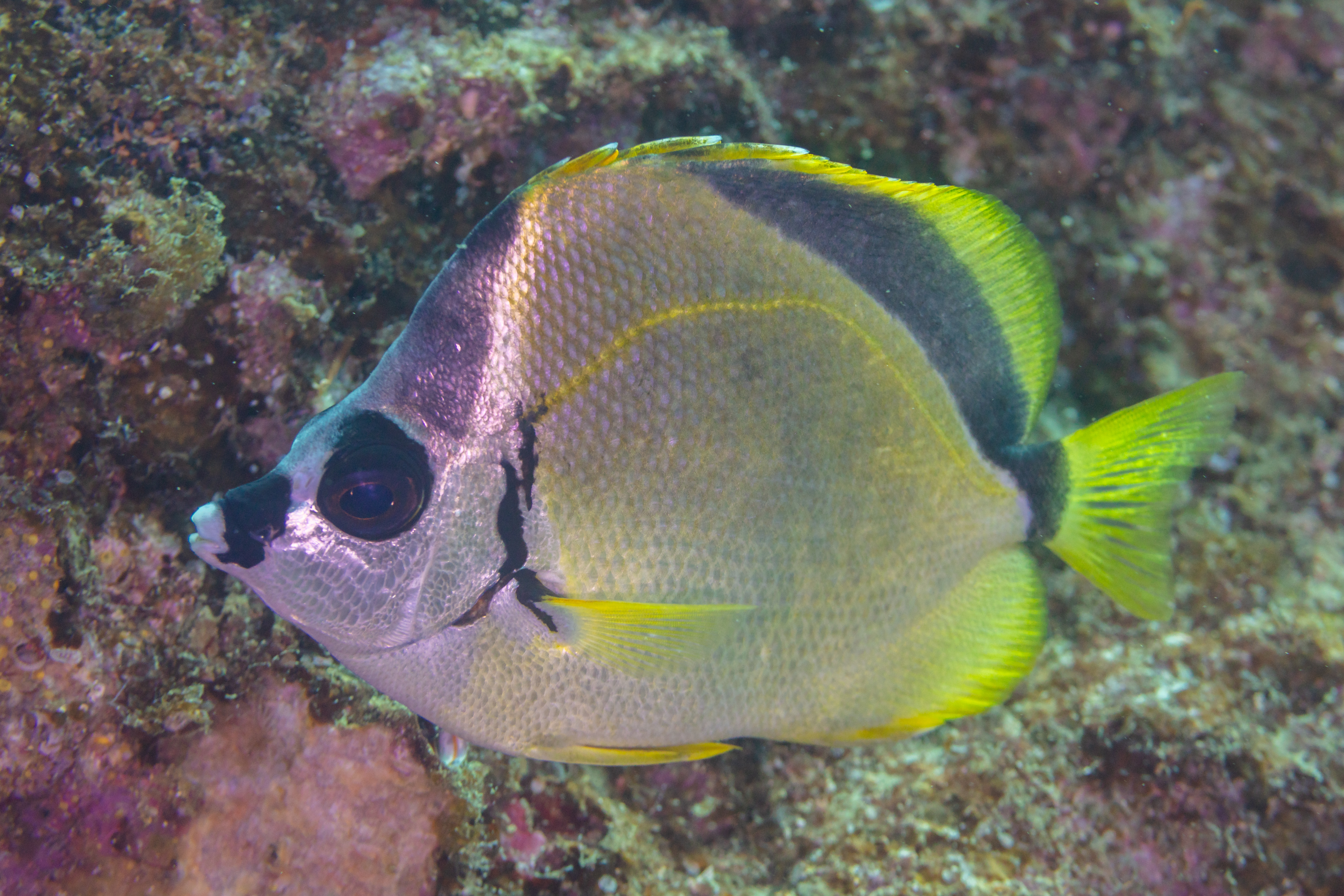
Ejemplar en Baja California (México).

El pez mariposa barbero es la especie Johnrandallia nigrirostris, la única del género Johnrandallia, un pez marino de la familia caetodóntidos o peces-mariposa, distribuido por la costa este del océano Pacífico desde el Golfo de California hasta Panamá, incluyendo las islas Cocos, la isla de Malpelo, la isla Gorgona y las islas Galápagos.

## Importancia para el hombre
Es usado por su belleza en acuariología marina.

## Anatomía
La longitud máxima descrita que alcanzan es de unos 14 cm, aunque se han descrito capturas de hasta 20 cm. En la aleta dorsal tienen 11 a 12 espinas y 24 a 25 radios blandos, mientras que en la aleta anal tienen 3 espinas y casi 20 radios blandos; el cuerpo lo tienen aplastado lateralmente, en forma de disco, con el perfil superior de la cabeza en una característica forma cóncava; hocico muy pronunciado, con los dientes muy pequeños; la base de la espina pélvica tiene un proceso axilar; línea lateral completa extendiéndose sobre el pedúnculo caudal; el color del cuerpo es amarillento con manchas negras en la cara una de ellas rodeando al ojo.

## Hábitat y biología
Viven en ambientes marinos tropicales asociados a arrecifes de poca profundidad, normalmente entre 6 y 12 metros.
A menudo forma grandes cardúmenes, que se observan sobre corales y arrecifes rocosos, donde se alimentan de algas, gasterópodos y pequeños crustáceos. A veces picotean los parásitos de la piel de grandes peces como Paranthias colonus y Mulloides dentatus.